# Kraksa (film 1972)
Kraksa (wł. tytuł La più bella serata della mia vita) – francusko–włoski komediodramat z 1972 roku w reżyserii Ettorego Scoli, który również współtworzył scenariusz razem z Sergio Amidei. Światowa premiera odbyła się 22 grudnia 1972 roku. W rolach głównych wystąpili Alberto Sordi, Michel Simon, Charles Vanel oraz Claude Dauphin. Muzykę do filmu skomponował Armando Trovajoli.
Zdjęcia kręcono we Włoszech (Bruneck) i w Szwajcarii (Lugano).

## Obsada
- Alberto Sordi jako Alfredo Rossi
- Michel Simon jako prawnik Zorn
- Charles Vanel jako sędzia Dutz
- Claude Dauphin jako Bouisson
- Pierre Brasseur jako Brunetiere
- Janet Ågren jako Simonetta
- Giuseppe Maffioli jako Pilet